# 14. јул
14. јул (14.7.) је 195. дан године по грегоријанском календару (196. у преступној години). До краја године има још 170 дана.

## Догађаји
- 765 — Цар Сјуан-цун из династије Танг је побегао из престоница Си'ана пошто су се Ан Лушанове снаге приближиле граду током Ан Луашнове побуне.
- 1789 — Народ у Паризу заузео затвор Бастиљу, симбол монархије, у ком је било заточено свега неколико затвореника. Тај дан се сматра почетком Француске револуције и преокретом у европској историји. Тај се дан прославља као национални празник у Француској.
- 1867 — Код енглеског града Редхила шведски изумитељ динамита, Алфред Нобел, први пут демонстрирао свој изум.
- 1889 — Одржан скуп социјалистичких и комунистичких организација из Немачке и Француске, познат као Друга интернационала. Поред оснивања Друге интернационале, донета је резолуција о осмочасовном радном дану и о прослави 1. маја као дана међународне солидарности радника.
- 1900 — Војске Алијансе осам држава су заузеле Тјенцин током Боксерског устанка.
- 1901 — Отворено прво радничко позориште у Србији представама изведеним у кафани „Радничка касина“.
- 1902 — Основано је Српско просвјетно и културно друштво „Просвјета“ у Сарајеву.
- 1933 — Националсоцијалисти у Немачкој, који су у јануару под вођством Адолфа Хитлера дошли на власт, забранили све опозиционе странке.
- 1933 — Почела је нацистичка еугеника са усвајањем Закона за спречавање наследно оболелог потомства који је захтевао обавезну стерилизацију сваког грађанина који пати од неког наводног генетског поремећаја.
- 1958 — Под вођством генерала Абдула Карима у Ираку извршен војни удар у ком су убијени краљ Фејсал II и премијер Нури ел Саид, чиме је Ирак постао република.
- 1959 — Поринут је први брод на атомски погон, USS Long Beach у Квинслију, у Масачусетсу. Брод је постизао брзину од 30 чворова на сат а имао је два нуклеарна реактора.
- 1965 — „Маринер 4“, америчка сонда лансирана 1964. године, направио је прве фотографије Марса.
- 1969 — После пораза репрезентације Хондураса од Салвадора у квалификацијама за Светско првенство у фудбалу 1970. и нереда усмерених против салвадорских миграната у Хондурасу, војска Салвадора је напала Хондурас.
- 1976 —
  - Кинески грађевинари завршили железничку пругу названу „Танзам“, која је повезала луку Дар ес Салам у Танзанији и Замбију.
  - У Канади је укинута смртна казна.
- 1992 — Амерички бизнисмен српског порекла, Милан Панић, постао први премијер Савезне Републике Југославије.
- 1997 — Хашки трибунал осудио Србина Душана Тадића на 20 година затвора због учешћа у етничком чишћењу Муслимана на подручју Приједора, у северозападној Босни.
- 1999 — После 17 година од краја рата између Аргентине и Уједињеног Краљевства за Фолкландска Острва, обновљени летови између Аргентине и тих острва у јужном Атлантику.
- 2000 —
  - 25 година по завршетку Вијетнамског рата САД и Вијетнам склопили трговински споразум, који је Вијетнаму отворио врата Светске трговинске организације.
  - Суд у Мајамију донео пресуду по коме највеће америчке компаније за производњу цигарета морају платити 145 милијади долара на име одштете пушачима са Флориде због угрожавања здравља.
- 2001 — Влада Србије је саопштила да је откривен камион-хладњача у акумулационом језеру хидроелектране Перућац, где је нађено између 50 и 60 лешева за које се претпостављало да су жртве рата између Савезне Републике Југославије на једној и НАТО пакта и побуњених Албанаца са простора Косова и Метохије на другој страни.
- 2016 — Најмање 84 људи изгубило је живот, а 100 је повређено на шеталишту у Ници пошто је камион улетео међу шетаче током прославе Дана пада Бастиље. Возач камиона убијен, у возило пронађене ручне гранате и наоружање.

## Рођења
- 1743 — Гаврила Державин, руски песник и политичар. (прем. 1816)
- 1816 — Жозеф Артур Гобино, француски аристократа, дипломата, мислилац и теоретичар расизма. (прем. 1882)[1]
- 1862 — Густав Климт, аустријски сликар, представник симболизма и један од оснивача Бечке сецесије. (прем. 1918)[2]
- 1868 — Гертруда Бел, енглеска списатељица, путница, администраторка, археолошкиња и шпијунка. (прем. 1926)
- 1896 — Буенавентура Дурути, шпански револуционар и анархиста. (прем. 1936)
- 1910 — Вилијам Хана, амерички аниматор, редитељ и продуцент, суоснивач студија Hanna-Barbera. (прем. 2001)
- 1913 — Џералд Форд, амерички политичар, 38. председник САД и 40. потпредседник САД. (прем. 2006)[3]
- 1918 — Ингмар Бергман, шведски редитељ, продуцент и сценариста. (прем. 2007)[4]
- 1923 — Иван Губијан, југословенски атлетичар (бацач кладива), први југословенски освајач олимпијске медаље. (прем. 2009)
- 1923 — Дејл Робертсон, амерички глумац. (прем. 2013)
- 1928 — Ненси Олсон, америчка глумица.
- 1930 — Драгољуб Мићуновић, српски филозоф и политичар, председник Демократске странке (1990—1994).
- 1942 — Хавијер Солана, шпански политичар.
- 1952 — Џоел Силвер, амерички продуцент.
- 1960 — Џејн Линч, америчка глумица, списатељица, певачица и комичарка.
- 1966 — Метју Фокс, амерички глумац.
- 1971 — Хауард Веб, енглески фудбалски судија.
- 1973 — Али Багет, амерички модел.
- 1978 — Рожер Гримау, шпански кошаркаш и кошаркашки тренер.
- 1979 — Сергеј Игнашевич, руски фудбалер.
- 1981 — Халид ел Такер, фудбалер из Саудијске Арабије.
- 1983 — Игор Андрејев, руски тенисер.
- 1983 — Милош Мирковић, босанскохерцеговачко-српски кошаркаш.
- 1984 — Самир Ханданович, словеначки фудбалски голман.
- 1985 — Фиби Волер Бриџ, енглеска глумица, продуценткиња и сценаристкиња.
- 1987 — Сара Канинг, канадска глумица.
- 1990 — Џејмс Нанели, амерички кошаркаш.
- 1991 — Шабаз Непијер, америчко-порторикански кошаркаш.
- 2004 — Виктор Радојевић, српски фудбалер.

## Смрти
- 1223 — Филип II Август, француски краљ (1180—1223). (рођ. 1165).[5]
- 1790 — Ернст Гидеон фон Лаудон, аустријски фелдмаршал.
- 1808 — Никодим Светогорац, светогорски монах, богослов и светитељ Православне Цркве
- 1817 — Ана Лујза Некер, француска књижевница позната као Мадам де Стал. (рођ. 1766).
- 1882 — Били Кид, амерички криминалац и одметник. (рођ. 1859).
- 1887 — Алфред Круп, немачки индустријалац и произвођач оружја. (рођ. 1812).
- 1904 — Пол Кругер, јужноафрички бурски политичар, председник Трансвалске републике (1883—1900). (рођ. 1825).
- 1910 — Маријус Петипа, француско-руски балетан, учитељ балета и кореограф. (рођ. 1818).
- 1954 — Хасинто Бенавенте, шпански драмски писац и добитник Нобелове награде за књижевност 1922. године. (рођ. 1866).
- 1971 — Мак Диздар, босанскохерцеговачки и југословенски песник, књижевник и новинар.(рођ. 1917)[6]
- 1991 — Павел Морозенко, совјетски глумац. (рођ. 1939).
- 1998 — Ричард Макдоналд, суоснивач највећег ланца ресторана у свету, „Мекдоналдс“. (рођ. 1909)

## Празници и дани сећања
- Српска православна црква слави:
  - Свете мученике Козму и Дамјана
  - Преподобног Петра патриција
  - Светог мученика Потита
- Међународни дан небинарних људи